# ВД-4К
М-253К (ВД-4К) — мощный советский авиадвигатель комбинированного типа (турбокомпаундный), выполненный по схеме звезды блоков.
Двигатель был спроектирован в ОКБ-36 (Рыбинск) под руководством В.А. Добрынина на основе М-251ТК (ВД-3ТК). Проектирование велось с января 1949 г. В сентябре 1949 г. был закончен технический проект, началось изготовление опытных образцов. Первый двигатель собрали в январе 1950 г. В июне 1950 г. двигатель успешно прошел заводские испытания, в ноябре—декабре 1950 г. — совместные испытания, в январе—феврале 1951 г. — государственные испытания.
Было предложено в 1951 г. выпустить малую серию двигателей М-253К под обозначением ВД-4К для войсковых испытаний. Всего было изготовлено 23 двигателя этого типа.

## Конструкция
Двигатель представляет собой 24-цилиндровую блочную звезду (шесть блоков по 4 цилиндра в каждом). По сравнению с М-251ТК внесли изменения в конструкцию редуктора, было уменьшено передаточное отношение в приводе ПЦН. Два турбокомпрессора ТК-19 заменили одним оригинальной конструкции с реактивным соплом, установленным отдельно от двигателя и связанным с ним газовыми и воздушными магистралями. Три импульсных силовых турбины разместили между блоками цилиндров в местах присоединения выхлопных патрубков.
В ходе доводки мотоустановки Ту-85 на ВД-4К установили вентилятор принудительного охлаждения.
Вес двигателя без турбонагнетателя составлял 2065 кг, без вентилятора, генераторов и некоторых других узлов — 1900 кг. Вес турбокомпрессора без автоматики составлял 220 кг.
Мощность передавалась при помощи одновального планетарного редуктора с встроенной системой вентиляции двигателя на воздушный винт, пятилопастной АВ-55 или четырёхлопастной АВ-44.
Общая мощность двигателя с учётом реакции выхлопа на взлётном режиме - 4300 л. с., без неё — 4250 л. с. Номинальная мощность у земли — 3050 л. с., на высоте 10000 м — 3250 л. с. при расходе топлива 0,185 кг/л.с.*ч.

## Применение
Двигатели ВД-4К устанавливались на опытных самолётах Ту-4 и Ту-85.